# Tuchowicz (gmina)
Tuchowicz – dawna gmina wiejska istniejąca do 1954 roku w woj. lubelskim. Siedzibą władz gminy był Tuchowicz.
Gmina zbiorowa Tuchowicz powstała w 1867 roku i obejmowała wioski: Tuchowicz, Aleksandrów, Antonin (Anonin), Borowina, Celiny, Gózd, Jedlanka, Józefów, Kierzków, Lipniak, Niedźwiadka, Sarnów, Szyszki-Koło, Turzec, Tomaszów (Piaski), Warkocz, Zagoździe, Zastawie i Zastawska Wólka. 1 kwietnia 1928 odłączono od niej wieś i kolonię Turzec, włączając ja do gminy Prawda.
W okresie powojennym gmina należała  do powiatu łukowskiego w woj. lubelskim. Według stanu z dnia 1 lipca 1952 roku gmina składała się z 14 gromad.
Gmina została zniesiona 29 września 1954 roku wraz z reformą wprowadzającą gromady w miejsce gmin. Jednostki nie przywrócono 1 stycznia 1973 roku po reaktywowaniu gmin.
Dz.U. 1928 nr 30 poz. 282